# Il primo funerale
Il primo funerale, o I primi funerali (Les Premières Funérailles), è un gruppo in gesso che misura 223 × 129 × 109,5 centimetri, realizzato nel 1878 da Louis-Ernest Barrias. È conservato al museo di belle arti di Lione.

## Storia
Louis-Ernest Barrias (1841-1905) espose il gesso originale del Primo funerale al Salone degli artisti francesi del 1878, dove venne considerato come "la manifestazione più alta delle emozioni che può esprimere la scultura", il che gli valse una medaglia d'onore. Una prima versione in marmo di questo gruppo verrà inviata al Salone del 1883, e oggi si trova al Petit Palais di Parigi. Una seconda versione marmorea si trova alla gliptoteca di Copenaghen e un'altra al museo nazionale delle belle arti dell'Argentina.

## Soggetto
Nel racconto biblico, il mito di Abele e Caino ripercorre la storia dei primi due figli di Adamo ed Eva. Abele e Caino decidono di fare ciascuno un'offerta a Dio: tuttavia, l'offerta di Abele viene accolta con più favore dall'Altissimo, il che suscita la gelosia del fratello. Credendosi la vittima di un'ingiustizia, questi si amareggia. Nonostante l'avvertimento di Dio, Caino cede alla collera e uccide suo fratello così da farsi giustizia da solo. La sua azione, però, viene punita da Dio, il quale, indignatosi di questo primo omicidio della storia dell'umanità, lo condanna a un errare continuo per il mondo.

## Descrizione
In una composizione piramidale, il gruppo è composto da tre figure nude: Adamo, Eva e il cadavere del loro figlio Abele. Dietro di loro si trova una selce che rende l'idea di un'ambientazione "preistorica", trattandosi del primo lutto della storia. Adamo regge le gambe di suo figlio e il suo busto è piegato all'indietro. Nonostante il suo volto sia impassibile, il suo sguardo è protettivo e premuroso.
Per quanto riguarda la posa di Eva, è l'opposto di quella di Adamo: la prima donna è piegata su suo figlio e lo bacia sulla fronte, con gli occhi bassi. Se Adamo ha un volto che potrebbe richiamare gli antichi Galli (anche per i baffi), Eva venne scolpita basandosi sulla scultura rinascimentale: Barrias infatti aveva studiato in Italia, dove conobbe le statue di Michelangelo e del Bernini.
Abele è rappresentato in posizione reclinata, sostenuto dai suoi genitori. I suoi occhi sono chiusi, la bocca è aperta e la testa è gettata all'indietro, in maniera realistica. L'opera combina tre generi scultorei in questa scena di dolore: il romanticismo (evocato dall'espressione stoica di Adamo), il neoclassicismo (Eva e Abele) e il realismo (nella resa dei corpi di Adamo e Abele).

## Galleria d'immagini

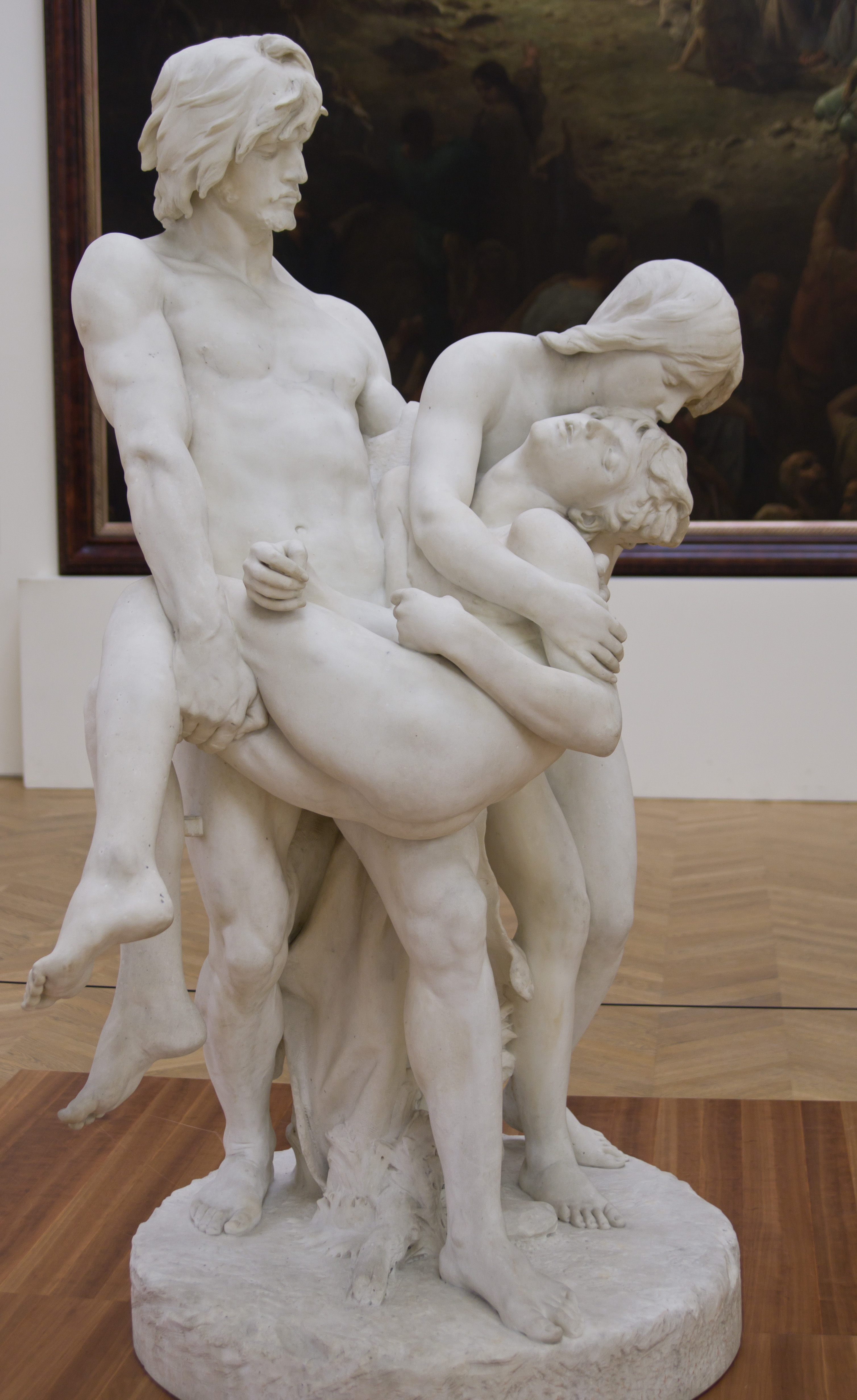
La versione in marmo del Petit Palais.
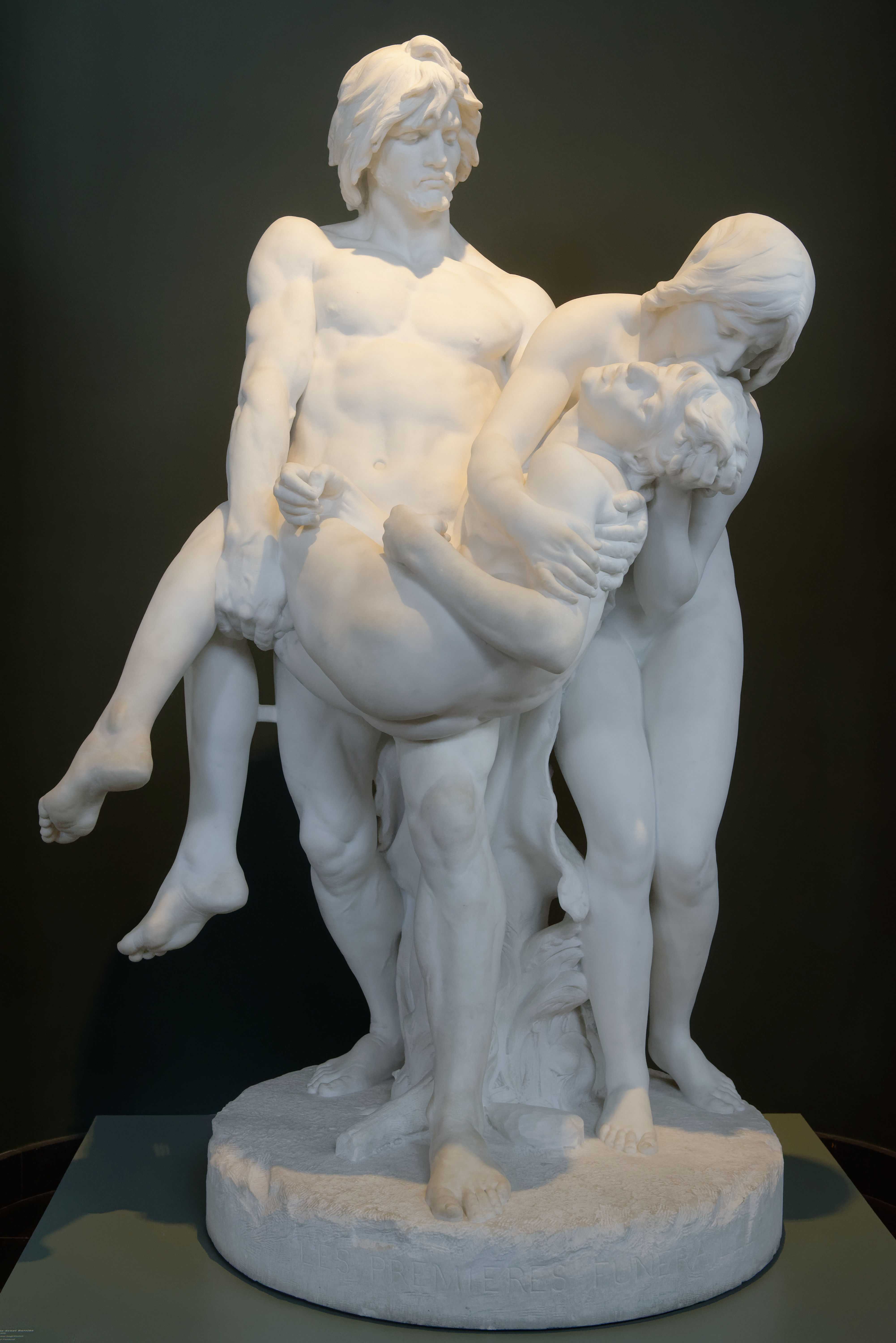
La versione in marmo di Copenaghen.
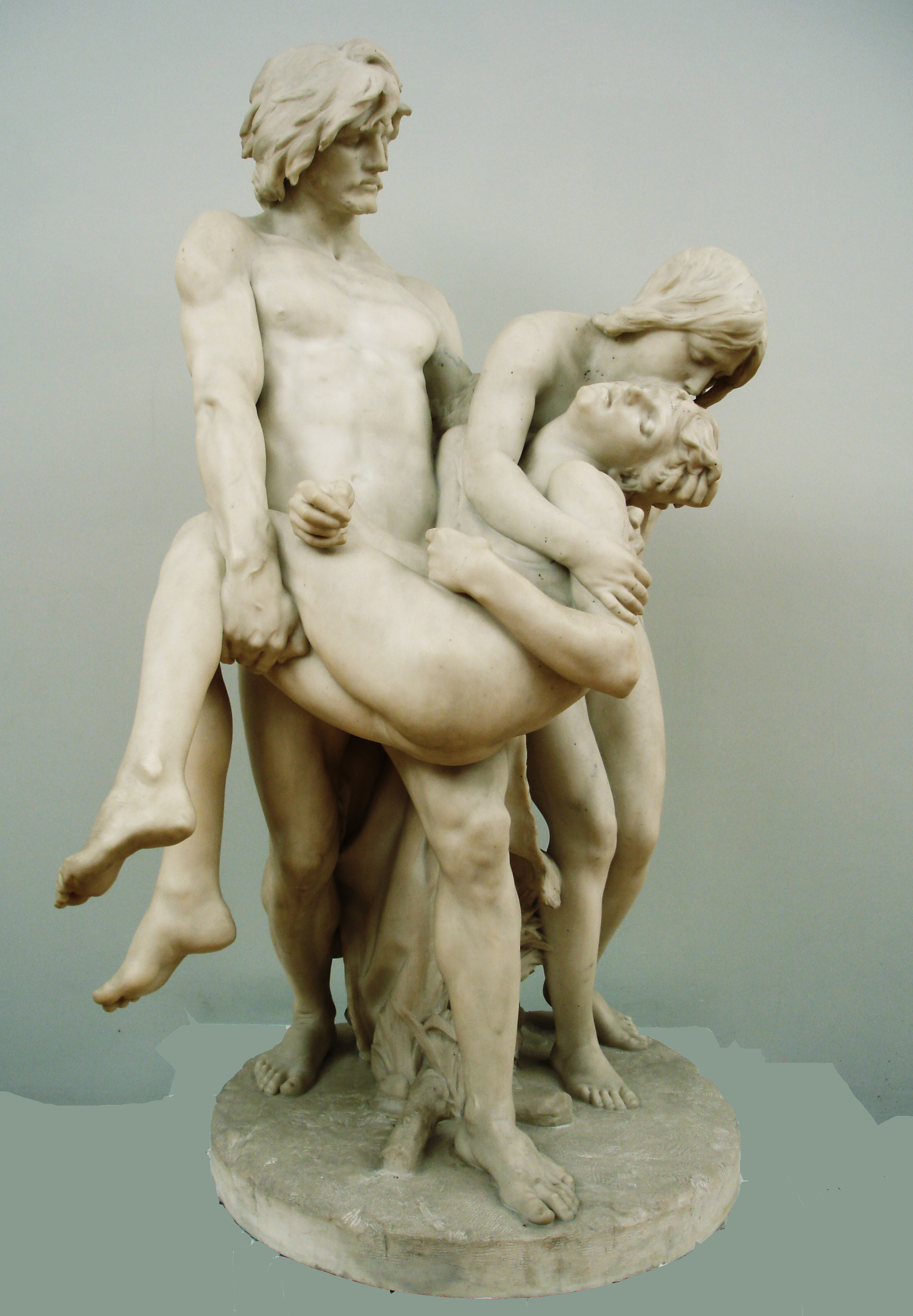
La versione in marmo di Buenos Aires.